# Irene Epple
Irene Epple (Seeg, 18 giugno 1957) è un'ex sciatrice alpina tedesca che gareggiò per la nazionale tedesca occidentale, vincitrice di una medaglia olimpica, di due iridate e di una Coppa del Mondo di slalom gigante.

## Biografia

### Carriera sciistica

#### Stagioni 1973-1981
Sciatrice polivalente sorella di Maria, a sua volta sciatrice alpina, Irene Epple in Coppa del Mondo ottenne il primo risultato di rilievo il 15 marzo 1973 a Naeba, quando si classificò 8ª in slalom gigante, e il primo podio il 3 dicembre 1975, arrivando 2ª nella discesa libera di Val-d'Isère. Debuttò ai Giochi olimpici invernali a Innsbruck 1976, dove si piazzò 10ª nella discesa libera e 15ª nello slalom gigante. Ai Mondiali di Garmisch-Partenkirchen 1978 vinse la medaglia d'argento nella discesa libera e si classificò 4ª nello slalom gigante, mentre l'l'anno dopo in Coppa del Mondo fu per la prima volta stabilmente ai vertici del Circo bianco, ottenendo nove podi e il 3º posto sia nella classifica generale, sia in quella di slalom gigante.
Ai XIII Giochi olimpici invernali di Lake Placid 1980 vinse la medaglia d'argento nello slalom gigante, valida anche ai fini dei Mondiali 1980, si classificò 12ª nella discesa libera e non completò lo slalom speciale. Nella stessa stagione in Coppa del Mondo colse la sua prima vittoria in carriera, nello slalom gigante di Saalbach del 12 marzo, e fu 5ª nella classifica generale, così come nella successiva stagione 1980-1981.

#### Stagioni 1982-1985
Nella stagione 1981-1982 la Epple ottenne i suoi migliori risultati in Coppa del Mondo: salì dodici volte sul podio, con sei vittorie, vinse la Coppa del Mondo di slalom gigante con 10 punti di vantaggio sulla sorella Maria e si piazzò 2ª in quella generale, staccata di 15 punti dalla vincitrice Erika Hess. S'impose anche nella classifica di combinata, che all'epoca non prevedeva l'assegnazione di alcun trofeo, e partecipò ai Mondiali di Schladming: nel corso di quella sua ultima presenza iridata si classificò 8ª nella discesa libera, 14ª nello slalom gigante e 7ª nella combinata.
Nella stagione 1982-1983 ottenne meno risultati di rilievo (due podi, con una vittoria, in Coppa del Mondo), mentre nel 1983-1984 disputò la sua ultima stagione ai vertici del Circo bianco: in Coppa del Mondo ottenne sei podi con due vittorie (tra le quali l'ultima della sua carriera, nella combinata di Val-d'Isère dell'11 dicembre) e si classificò al 4º posto nella classifica generale e al 2º sia in quella di discesa libera, superata di un solo punto dalla vincitrice Maria Walliser, sia in quella di combinata. Prese inoltre parte ai suoi ultimi Giochi olimpici, Sarajevo 1984, dove si piazzò 23ª nella discesa libera e 21ª nello slalom gigante. Il 6 dicembre 1984 a Puy-Saint-Vincent in discesa libera salì per l'ultima volta sul podio nel massimo circuito internazionale (3ª), mentre l'ultimo piazzamento della sua carriera agonistica fu il 14º posto ottenuto nel supergigante di Coppa del Mondo disputato a Pfronten il 13 gennaio 1985.

### Altre attività
Dopo il ritiro intraprese studi di medicina a Monaco di Baviera, laureandosi nel 1992; nel 1994 ha sposato Theo Waigel, allora ministro delle Finanze tedesco.

## Palmarès

### Olimpiadi
- 1 medaglia, valida anche ai fini dei Mondiali:
  - 1 argento (slalom gigante a Lake Placid 1980)

### Mondiali
- 1 medaglia, oltre a quella conquistata in sede olimpica:
  - 1 argento (discesa libera a Garmisch-Partenkirchen 1978)

### Coppa del Mondo
- Miglior piazzamento in classifica generale: 2ª nel 1982
- Vincitrice della Coppa del Mondo di slalom gigante nel 1982
- Vincitrice della classifica di combinata nel 1982[3]
- 44 podi:
  - 11 vittorie
  - 16 secondi posti
  - 17 terzi posti

#### Coppa del Mondo - vittorie
| Data             | Località          | Paese          | Specialità |
| ---------------- | ----------------- | -------------- | ---------- |
| 12 marzo 1980    | Saalbach          | Austria        | GS         |
| 4 dicembre 1980  | Val-d'Isère       | Francia        | GS         |
| 4 dicembre 1981  | Val-d'Isère       | Francia        | GS         |
| 10 dicembre 1981 | Pila              | Italia         | GS         |
| 18 dicembre 1981 | Piancavallo       | Italia         | KB         |
| 8 gennaio 1982   | Pfronten          | Germania Ovest | GS         |
| 14 gennaio 1982  | Pfronten          | Germania Ovest | KB         |
| 4 marzo 1982     | Waterville Valley | Stati Uniti    | GS         |
| 9 gennaio 1983   | Verbier           | Svizzera       | SG         |
| 7 dicembre 1983  | Val-d'Isère       | Francia        | DH         |
| 11 dicembre 1983 | Val-d'Isère       | Francia        | KB         |

Legenda:

DH = discesa libera

SG = supergigante

GS = slalom gigante

KB = combinata

### Campionati tedeschi
- 6 ori (discesa libera nel 1973; slalom gigante nel 1975; slalom gigante nel 1976; discesa libera, slalom gigante nel 1978; discesa libera nel 1981)[4]

## Statistiche

### Podi in Coppa del Mondo
| Stagione/Specialità | Discesa libera | Discesa libera | Discesa libera | Supergigante | Supergigante | Supergigante | Slalom gigante | Slalom gigante | Slalom gigante | Combinata | Combinata | Combinata | Podi totali |
| ------------------- | -------------- | -------------- | -------------- | ------------ | ------------ | ------------ | -------------- | -------------- | -------------- | --------- | --------- | --------- | ----------- |
| Stagione/Specialità | 1º             | 2º             | 3º             | 1º           | 2º           | 3º           | 1º             | 2º             | 3º             | 1º        | 2º        | 3º        | Podi totali |
| 1973                |                |                |                |              |              |              |                |                |                |           |           |           | 0           |
| 1974                |                |                |                |              |              |              |                |                |                |           |           |           | 0           |
| 1975                |                |                |                |              |              |              |                |                |                |           |           |           | 0           |
| 1976                |                | 1              |                |              |              |              |                |                |                |           |           |           | 1           |
| 1977                |                |                | 1              |              |              |              |                |                |                |           |           |           | 1           |
| 1978                |                |                | 1              |              |              |              |                | 1              |                |           |           |           | 2           |
| 1979                |                | 1              | 2              |              |              |              |                | 2              | 3              |           | 1         |           | 9           |
| 1980                |                |                |                |              |              |              | 1              | 1              | 1              |           |           |           | 3           |
| 1981                |                | 1              | 2              |              |              |              | 1              |                | 2              |           | 1         |           | 7           |
| 1982                |                | 1              | 1              |              |              |              | 4              | 1              | 1              | 2         | 1         | 1         | 12          |
| 1983                |                |                |                | 1            |              | 1            |                |                |                |           |           |           | 2           |
| 1984                | 1              | 3              |                |              |              |              |                |                |                | 1         | 1         |           | 6           |
| 1985                |                |                | 1              |              |              |              |                |                |                |           |           |           | 1           |
| Totale              | 1              | 7              | 8              | 1            | 0            | 1            | 6              | 5              | 7              | 3         | 4         | 1         | 44          |
| Totale              | 12             | 12             | 12             | 2            | 2            | 2            | 18             | 18             | 18             | 8         | 8         | 8         | 44          |

## Riconoscimenti
La Epple è stata nominata "Atleta dell'anno" della Germania Ovest nel 1980.